# بلژیک در جنگ جهانی دوم

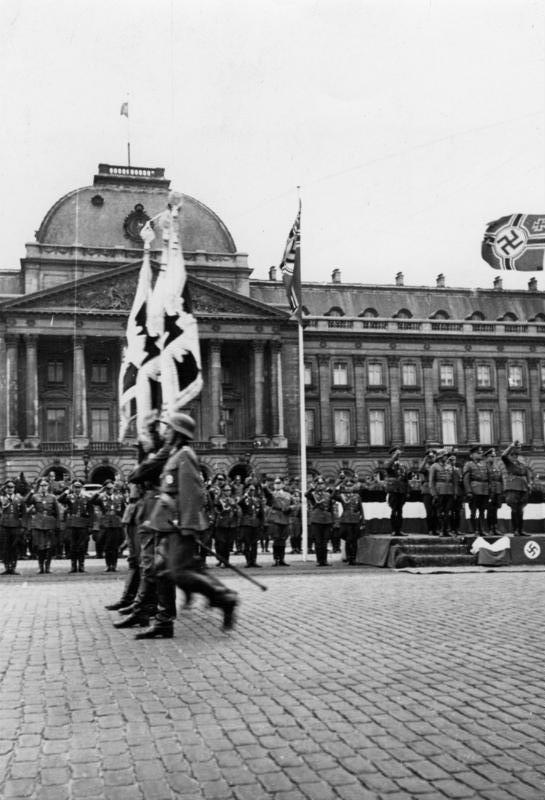
رژه سربازان آلمانی مقابل قصر سلطنتی بروکسل، ۱۹۴۰ میلادی

با وجود اعلام بی‌طرفی از جانب بلژیک و مستعمرات آن، این کشور در ۱۰ می ۱۹۴۰ توسط آلمان نازی اشغال شد. بعد از ۱۸ روز مقاومت، نیروهای بلژیکی به منطقهٔ کوچکی در شمال شرق این کشور رانده شدند و مجبور به تسلیم گشتند. تصمیم ترک مخاصمه توسط لئوپولد سوم پادشاه وقت بلژیک و بدون مشورت با دولت وی امضا شد. اشغال بلژیک تا سال ۱۹۴۴ ادامه داشت.
با وجود تسلیم شدن دولت مرکزی، بسیاری از بلژیکی‌ها موفق به فرار به انگلستان شدند و در آنجا یک دولت و ارتش در تبعید به حمایت از متفقین تشکیل دادند. کنگو که آن زمان مستعمره بلژیک بود، پس از اشغال بلژیک همچنان به دولت در تبعید بلژیک مستقر در لندن وفادار ماند و نقش مهمی را در تأمین نیروی انسانی و مواد اولیه برای متفقین ایفا کرد.
پس از اشغال بلژیک، بسیاری از بلژیکی‌ها به نیروهای مقاومت پیوستند اگرچه برخی نیز به همکاری با آلمان‌ها پرداختند. بیشتر خاک بلژیک بین سپتامبر تا اکتبر ۱۹۴۴ به دست متفقین آزاد شد. اگرچه برخی قسمت‌های شرقی تا ابتدای سال ۱۹۴۵ در اشغال آلمانی‌ها باقی ماند. در این جنگ حدود ۸۸٬۰۰۰ بلژیکی کشته شدند.

## پیش زمینه
در دههٔ ۱۹۳۰ بلژیک در دوران نقاهت پس از جنگ جهانی اول بود. بلژیک نرخ بالای بیکاری ۲۳٫۵ درصد را پس از دوران رکود بزرگ داشت. هرچند پس از نیو دیل (برنامه اقتصادی و اجتماعی فرانکلین روزولت برای نجات اقتصاد نظام سرمایه داری)، نرخ بیکاری به ۱۵ درصد کاهش یافت.

در جنگ جهانی اول، هنگامی که بلژیک تحت تصرف آلمان بود، با تشویق متفقین، مردم بلژیک تلاش زیادی برای مقابله با آلمانی‌ها کردند که نتیجه‌اش پاسخ سخت‌گیرانه و خشونت‌آمیز آلمانی‌ها بود. برای همین بلژیکی‌ها از درگیری جدید به شدت اجتناب می‌کردند.
با وجود تنش‌های سیاسی بسیار در سال‌های منتهی به جنگ جهانی دوم در اروپا، بلژیک همواره تلاش می‌کرد به عنوان کشوری بی‌طرف در این تنش‌ها باقی بماند.
بلژیک نیروهای دفاعی خود را سازماندهی کرد و از چندین معاهدهٔ نظامی که پس از جنگ جهانی اول امضا کرده بود، خارج شد.

بلژیک شروع به ساخت استحکامات دفاعی در مرز خود با آلمان در شرق کرد.

## بی‌طرفی

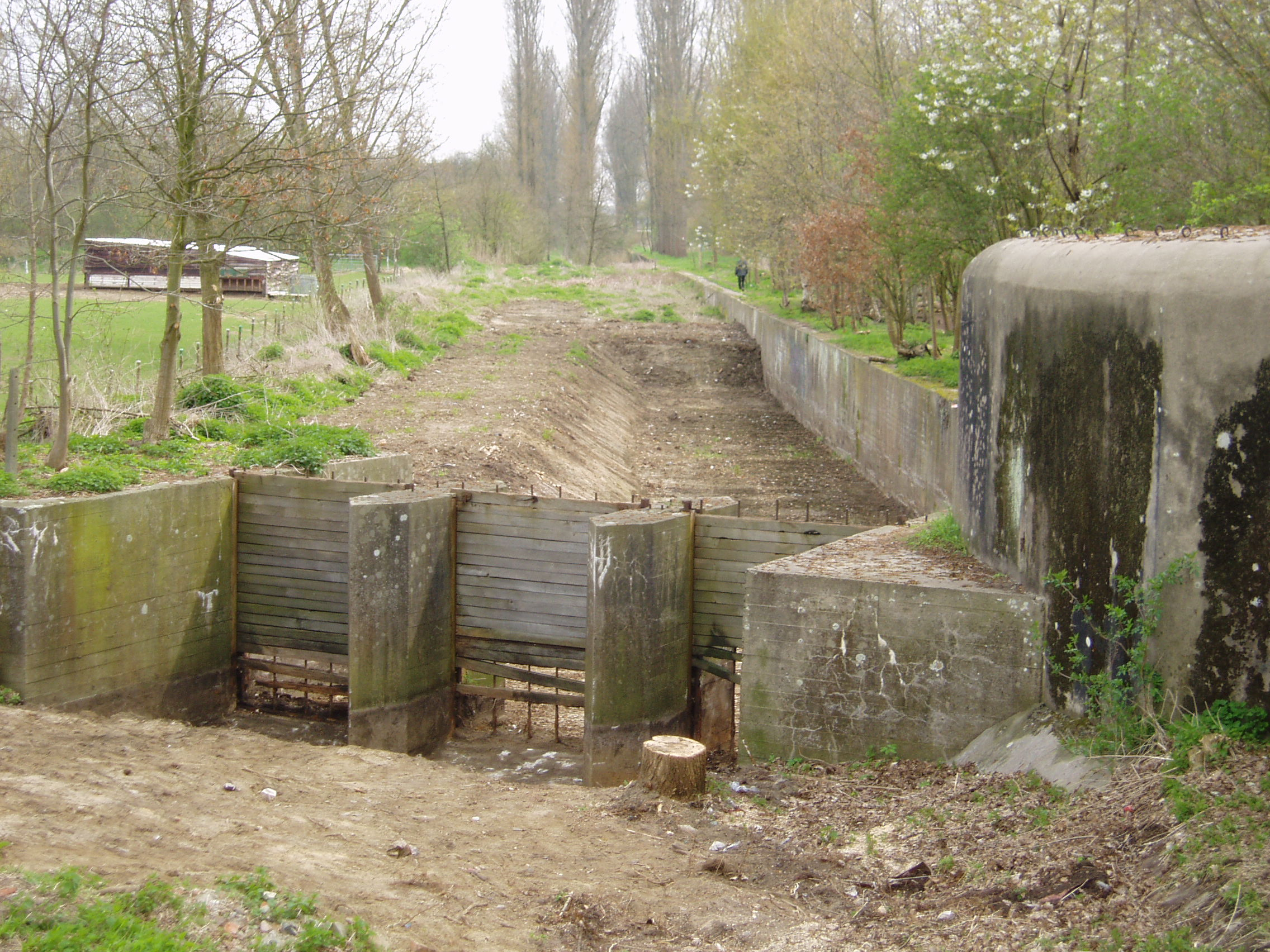
پناهگاه‌ها و مواضع دفاعی ضد تانک بلژیک در خط ارتباطی K-W که در اوخر سال ۱۹۳۹ ساخته شد

در بلژیک که آسیب‌های زیادی را در نخستین جنگ جهانی دیده بود، تمایل بسیار کمی برای درگیر شدن در نبردهای آینده وجود داشت. در اکتبر سال ۱۹۳۶ میلادی لئوپولد سوم پادشاه بلژیک اعلام کرد که بلژیک در صورت بروز جنگ دیگری در اروپا به عنوان بخشی از آنچه که او یک سیاست مستقل نامید، بی‌طرف باقی می‌ماند. دولت بلژیک پیمان لوکارنو را ترک کرد و پیمان دفاعی را که با فرانسه در سال ۱۹۲۰ بسته بود را لغو کرد. در سال ۱۹۳۷ بلژیک ضمانت‌نامهٔ بی‌طرفی را از آلمان نازی دریافت کرد.

دولت آلمان معتقد است که مصونیت و یکپارچگی بلژیک منافع مشترک قدرت‌های غربی است. این عزم تأیید می‌کند که در مصونیت و یکپارچگی بلژیک اخلالی ایجاد نکند و به قلمرو بلژیک احترام بگذارد.— تضمین بی‌طرفی آلمان، ۱۳ اکتبر ۱۹۳۷
در طی این مدت، ارتش بلژیک به عنوان یک نیروی دفاعی دوباره سازمان‌دهی شد و شروع به ساخت استحکامات دفاعی در مناطق مختلف کشور به ویژه نزدیک مرز آلمان کرد.
با اعلام جنگ بریتانیا و فرانسه به آلمان در سپتامبر ۱۹۳۹، بلژیک که خود را در معرض خطر جنگ دیگری می‌دید، شروع به تقویت دوباره جنگ‌افزارها و استحکامات دفاعی کرد. یکی از مهم‌ترین این اقدامات، ایجاد خط دفاعی K-W در نزدیکی شهر آنتورپ بود. استحکامات دفاعی شهر لیژ که در زمان جنگ جهانی اول برای جلوگیری از جملهٔ آلمانی‌ها از طریق فرانسه به بلژیک ساخته شده بودند نیز دوباره بازسازی شدند. البته بلژیک در عین حال بی‌طرفی خود را اعلام کرد.

## آغاز جنگ

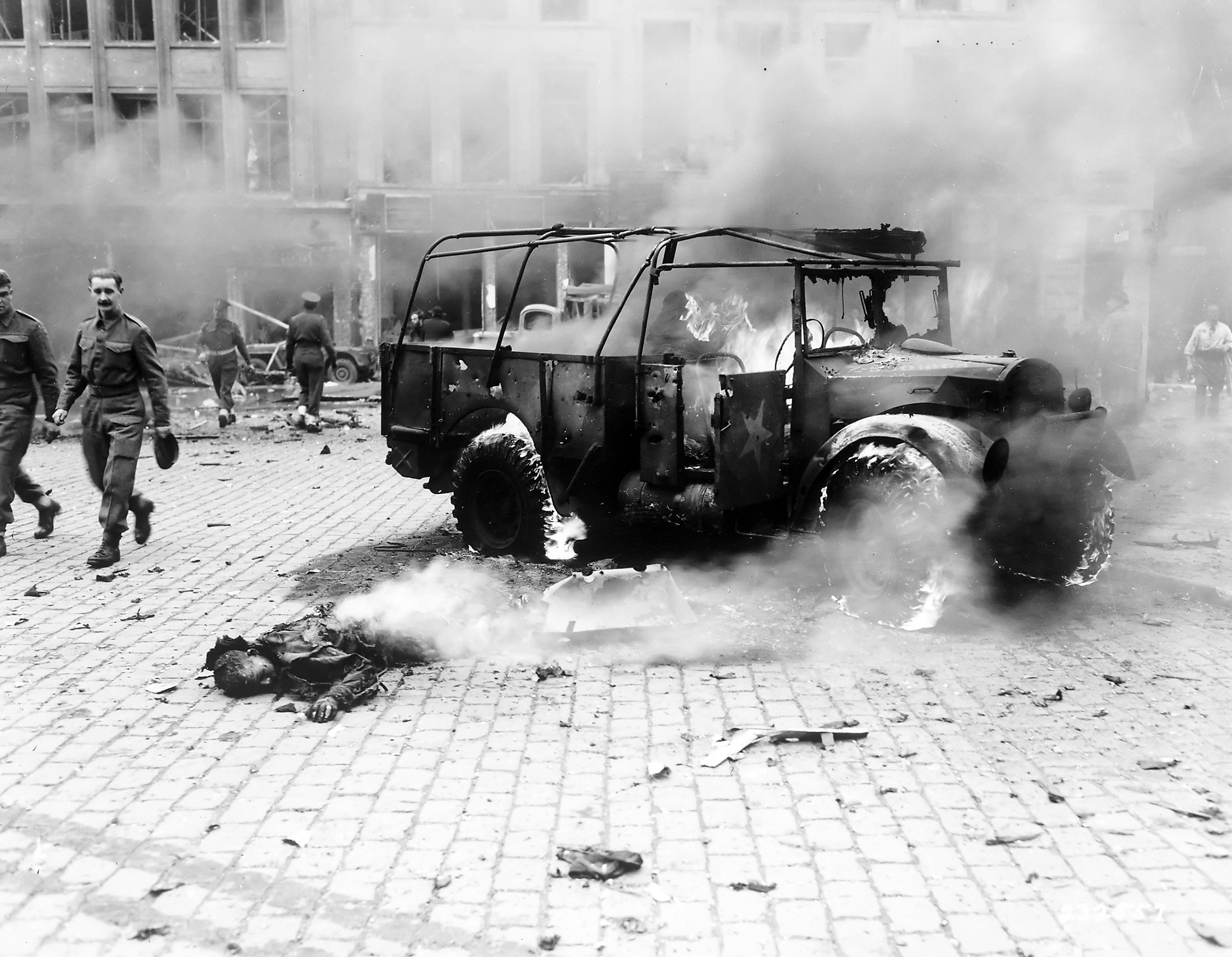
منطقه‌ای در آنتورپ پس از اصابت موشک وی-۲

حملهٔ آلمان نازی به بلژیک در ۱۰ مهٔ ۱۹۴۰ و با رمز موقعیت زرد "Fall Gelb" آغاز شد. در واقع این حمله، بخشی از هجوم آلمان به فرانسه، لوکزامبورگ و هلند بود. استحکامات دفاعی بلژیک که از به‌روزترین استحکامات در اروپا بود، تقریباً هیچ سودی برای بلژیک نداشتند. در نبرد ابن ایمائیل ۵۰۰ چترباز آلمانی توانستند منطقه‌ای را که توسط ۱٬۲۰۰ سرباز بلژیکی حفاظت می‌شد، تصرف کنند. آلمان‌ها به این تاکتیک بلیتسکریگ می‌گفتند.

تقریباً تمامی جنگنده‌های پیشرفته هاوکر هاریکن نیروی هوایی بلژیک در روز اول جنگ منهدم شدند.
تصرف شهر سدان که به علت وجود خط دفاعی K-W ناممکن پنداشته می‌شد، نیروهای بلژیکی را در ۱۶ مه به عقب‌نشینی وادار ساخت.

در ۱۱ ماه مه، جمعیت آوارگانی که به سمت مناطق غربی بلژیک در حرکت بودند، منجر به مسدود شدن جاده‌ها شد و این امر مانع حرکت نیروهای متفقین شد. تخمین زده می‌شود حدود دو میلیون شهروند بلژیکی خانه‌های خود را در طول جنگ ترک کردند.

سیاست‌های بی‌طرفانه بلژیک موجب پیدایش یک ارتش منسوخ و غیر مجهز شده بود. این ارتش تنها ۱۶ تانک داشت. این ضعف ناشی از این بود که بلژیک این ارتش را بیش از حد تهاجمی برای یک قدرت بی‌طرف می‌دانست. نیروی هوایی هم که با عجله در ماه مهٔ ۱۹۴۰ ساماندهی شد، تنها قادر به سرویس‌دهی به ۱۸۰ جنگنده از مجموع ۲۴۰ جنگندهٔ ارتش بود.

نظامیان ارتش ۱۸ روز در برابر آلمان مقاومت کردند؛ ولی پس از شکست‌های متمادی، مجبور به عقب‌نشینی شدند. بعد از سقوط مناطق مختلف و تلاش ناموفق برای میانجی‌گری آتش‌بس، پادشاه بلژیک و ارتش بدون قید و شرط تسلیم شدند. تلفات بلژیکی‌ها در جنگ ۶٬۰۰۰ نفر کشته و ۱۵٬۸۵۰ زخمی گزارش شد. ۱۱۲٬۵۰۰ سرباز بلژیکی و فرانسوی از طریق دونکرک موفق به فرار به انگلستان شدند. اما بیشتر بازماندگان، اسیر شدند و بسیاری از آن‌ها تا پایان جنگ آزاد نشدند.

با تسلیم بلژیک، دولت در تبعید در شهر بوردو فرانسه تشکیل شد. با تسخیر فرانسه، دولت در تبعید به لندن نقل مکان کرد.

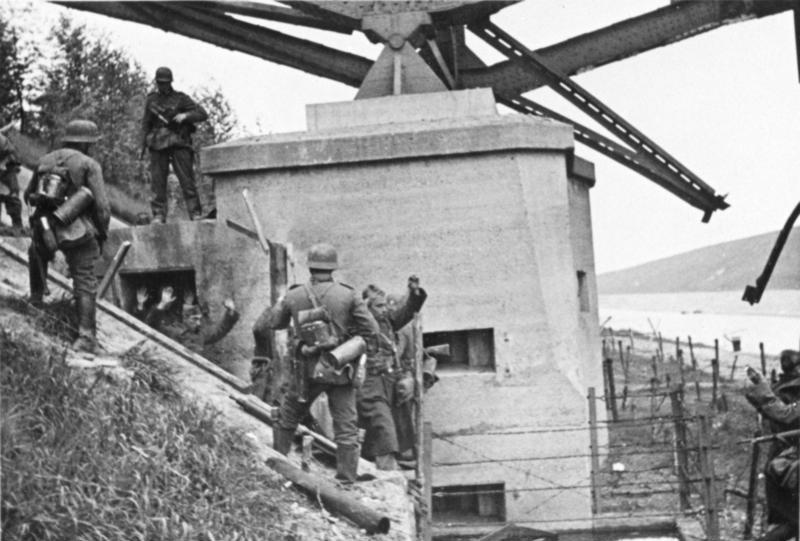
سربازان بلژیکی خود را تسلیم نیروهای آلمانی می‌کنند. ۱۱ مهٔ ۱۹۴۰.

## تسلیم لئوپولد سوم
لئوپولد سوم پادشاه و فرمانده کل ارتش بلژیک در بیست و هشتم ماه مه برخلاف توصیه‌های دولت پیرلو، شخصاً تصمیم به تسلیم ارتش گرفت. تصمیم او به شدت توسط پل رینو نخست وزیر وقت فرانسه مورد انتقاد قرار گرفت و پیرلو در یک برنامه رادیویی در تاریخ ۲۸ ژوئن ۱۹۴۰ تصمیم پادشاه را «یک تصمیم بی‌سابقه در تاریخ» عنوان کرد. پادشاه در بلژیک باقی ماند و تا آخر جنگ اسیر آلمانی‌ها بود، در حالی که پیرلو به فرانسه رفت و در آن جا دولت در تبعید را تشکیل داد و به کمک متفقین به مبارزه با آلمان ادامه داد.

برخلاف هلند و لوکزامبورگ که حکومت آنان بعد از اشغال از بین رفت یا به دولت در تبعید پیوست، لئوپولد سوم بعد از اشغال کشورش نیز در بلژیک باقی ماند و حتی ضرب سکه و تمبر به نام او ادامه یافت. پادشاه برای ادامه مقاومت باقی ماند و این شعار را سر می‌داد: «بلژیک اسیر است! زنده باد بلژیک! پادشاه اسیر است! زنده باد شاه!»  وی در زمانی که زندانی بود نامه‌ای به آدولف هیتلر فرستاد و باعث نجات ۵۰۰٬۰۰۰ زن و کودک بلژیکی از کار در کارخانه‌های مهمات‌سازی شد. در نوامبر ۱۹۴۰ وی با هیتلر در اقامتگاه برگهوف دیدار کرد و خواستار آزادی اسیران بلژیکی شد.
پس از جنگ، به لئوپولد این اتهام وارد شد که تسلیم شدن وی در واقع یک نوع همکاری با دشمن بوده‌است. این اتهام موجب عنوان شدن سؤالی شد که آیا وی می‌تواند دوباره به تاج و تخت بازگردد؟ در نهایت وی پاسخ این سؤال را با کناره‌گیری از سلطنت داد.

## حکومت آلمان بر بلژیک
بلژیک اشغالی توسط یک دولت نظامی آلمانی به فرماندهی ژنرال الکساندر فون فالکنهاوسن و اگرت ریدر تا ژوئیه ۱۹۴۴ و پس از آن تا زمان آزادسازی توسط رایش گروهه اداره می‌شد. دولت آلمان مالیات‌هایی را به عنوان حق اشغال یا «مسئولیت ضد بلشویکی» وضع کرد که از هزینه‌های آن برای جنگ در سایر مناطق استفاده می‌کرد. در مجموع بلژیک نزدیک دو سوم درآمد خود، رقمی نزدیک به ۵٫۷ میلیارد رایش مارک را به آلمان پرداخت.

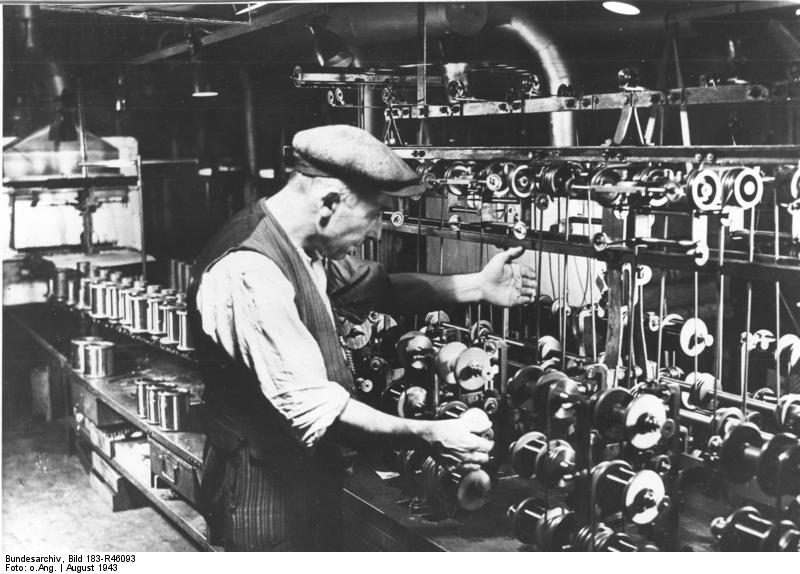
یک بلژیکی که به عنوان کارگر اجباری در کارخانهٔ زیمنس آلمان کار می‌کرد. اوت ۱۹۴۳

همان‌طور که در تمام کشورهای تحت اشغال در اروپا، غذا، سوخت و لباس به شدت توسط مقامات آلمانی سهمیه‌بندی می‌شد، در بلژیک نیز این سهمیه‌بندی‌ها اعمال شدند. حتی با وجود سهمیه‌بندی دقیق، این مواد همواره در دسترس نبودند و این مشکل موجب پیدایش بازارهای سیاه شد که مواد غذایی را با قیمت‌های زیاد به ثروتمندان می‌فروختند.
اطلاعات و مطبوعات به شدت توسط آلمان‌ها محدود می‌شد؛ هرچند روزنامه‌های طرفدار آلمانی‌ها فروش بالایی داشتند. با این وجود روزنامه‌های زیر زمینی نیز در بلژیک تهیه و توزیع می‌شدند. این روزنامه‌ها در اختیار جریان‌های مقاوم داخلی بودند. یکی از این روزنامه‌ها بلژیک آزاد (به فرانسوی: La Libre Belgique) بود که تا شمارگان ۳۰٬۰۰۰ نسخه هم چاپ و توزیع می‌شد.
بلژیک همچنین توسط هواپیماهای نیروی هوایی سلطنتی بریتانیا و نیروی هوایی آمریکا بمباران می‌شد. این سیاست موجب تلفات زیاد غیرنظامی در بمباران‌هایی که مناطق مسکونی به‌طور اشتباهی مورد هدف قرار می‌گرفتند می‌شد. یکی از حملات بمب افکن بوئینگ بی-۱۷ آمریکایی در شهر مرتزل، موجب کشته شدن ۹۴۶ غیرنظامی و زخمی شدن بیش از ۱٬۶۰۰ نفر تنها در ۸ دقیقه شد.
حدود ۳۷۵٬۰۰۰ بلژیکی نیز در برنامه‌های کار در آلمان در طول جنگ مشغول بودند. بیشتر آنان در مشاغل دستی در صنعت یا کشاورزی کار می‌کردند.
حدود ۱۸۰٬۰۰۰ بلژیکی هم به خدمت ارتش آلمان درآمدند و کار اجباری خود را به عنوان سرباز وظیفه انجام دادند.
۲۰۰٬۰۰۰ زندانی نظامی بلژیکی از جنگ، که در سال ۱۹۴۰ دستگیر شده بودند نیز به آلمان منتقل شدند و اغلب در آلمان به کار اجباری با دستمزد پایین پرداختند.
حدود ۸۰٬۰۰۰ زندانی (به‌طور عمده فلاندرز) در اواخر ۱۹۴۰ و ۱۹۴۱ به بلژیک بازگردانده شدند. اما بسیاری دیگر تا پایان جنگ در اسارت ماندند. آنان در شرایط فقیرانه‌ای می‌زیستند و حدود ۲٬۰۰۰ نفر از آنان درگذشتند.

### هولوکاست
هولوکاست در بلژیک به معنای قتل‌عام و آزار یهودیان و کولی‌ها در بلژیک توسط ارتش آلمان نازی می‌باشد. در آغاز جنگ، بیشتر جمعیت بلژیک مسیحی کاتولیک بودند. یهودیان بزرگ‌ترین اقلیت غیر مسیحی بلژیک را تشکیل می‌دادند. در اواسط سال ۱۹۴۰ نزدیک به ۵۶٬۰۰۰ یهودی در بلژیک زندگی می‌کردند. این در حالی بود که کل جمعیت بلژیک حدود ۸ میلیون نفر بود. برخی از یهودیان نیز از آلمان و سایر نقاط برای فرار از آزار نازی‌ها به بلژیک گریخته بودند. بیشتر جمعیت یهودیان بلژیک در دو شهر بروکسل و آنتورپ متمرکز بودند.
قوانین ضد یهود نورنبرگ و ویشی چند ماه پس از اشغال بلژیک توسط آلمانی‌ها به تصویب رسیدند. چندین پوگروم (کشتار قومی مذهبی) در سال ۱۹۴۱ به ویژه در آنتورپ رخ داد و دارایی‌های متعلق به یهودیان کشف و ضبط شد. در ماه مه ۱۹۴۲ پوشیدن نشان زرد برای یهودیان در بلژیک اجباری شد.
بین اوت ۱۹۴۲ و ژوئیه ۱۹۴۴ ۲۵٬۰۰۰ یهودی و ۲۵۰ کولی از بلژیک به شرق اروپا اخراج شدند. بیشتر آنان به اردوگاه آشویتس فرستاده شدند. باقی آنان نیز به اردوگاه اجباری برگن بلزن فرستاده شدند.
از جمعیت ۲۵٬۰۰۰ نفری تبعید شده، بیش از ۲۴٬۰۰۰ نفر کشته شدند و کمتر از ۱٬۰۰۰ نفر تا زمان آزادسازی توسط متفقین زنده ماندند.

### همکاری‌های داخلی

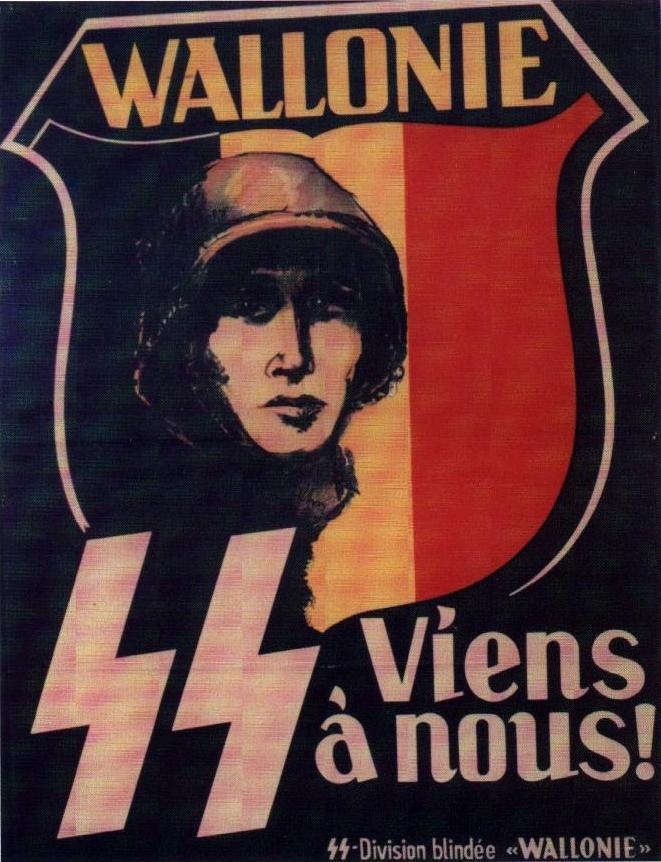
پوستر استخدام وافن اس اس به زبان فانسوی در والونی. بر روی آن نوشته شده با ما بیا!

در طول اشغال بلژیک، برخی از بلژیکی‌ها با آلمانی‌ها همکاری می‌کردند. حزب‌های طرفدار نازیسم در هر دو بخش فلاندر و والونی وجود داشتند. مهم‌ترین آنان شامل گروه کاری آلمان-فلاندر، اتحادیهٔ همبستگی ملی و عهد ملی فلاندر در فلاندر و جنبش کاتولیک رکس در والونی بودند. هر کدام از این گروه‌ها دارای تفاوت اندک ایدئولوژیکی نیز بودند. آنان نیروی نظامی و روزنامهٔ مخصوص خود را داشتند. این سازمان‌ها همچنین مشوق بلژیکی‌ها برای کمک به ارتش آلمان بودند. برخلاف شیوه ملی‌گرایی سوسیالیستی گروه کاری آلمان-فلاندر، اتحادیهٔ همبستگی ملی فلاندر شیوه جدایی‌طلبی را در پیش گرفت. هرچند که این کار دلیل اصلی محبوبیت این حزب نبود. همچنین این گروه‌ها به خصوص گروه کاری آلمان-فلاندر و اتحادیهٔ همبستگی ملی فلاندر منازعات داخلی قابل توجهی نیز داشتند.
سیستم اداری بلژیک نیز بسیار مطیع آلمانی‌ها بود و ابزار همکاری می‌کرد. در گزارش سال ۲۰۰۷ مؤسسه تحقیقات بلژیک، گروهی از تاریخ‌نگاران اظهار کردند که بلژیک حداکثر همکاری اداری را با نیروهای اشغالگر آلمان کرده بود.
در همین گزارش مشخص شد که تلاش‌هایی برای پیوستن فلاندر به آلمان صورت گرفته‌است. شهرهای بروکسل و لیژ قاطعانه به مبارزه با آلمان پرداختند و کمترین میزان همکاری با آلمانی‌ها را نشان دادند. همچنین این گزارش نشان داد که بسیاری از مقامات بلژیک حتی در تبعید یهودیان نیز فعال بوده‌اند.
پس از پایان جنگ، ۴۰۰٬۰۰۰بلژیکی به اتهام همکاری با نیروی اشغالگر مورد بازخواست قرار گرفتند. از این تعداد حدود ۵۶٬۰۰۰ نفر محاکمه شدند. اکثراً به زندان افتادند. صدها نفر از آنان نیز اعدام شدند.

## مقاومت پس از اشغال
نیروهای آلمانی در دهم ماه مه ۱۹۴۰ به بلژیک حمله کردند. پس از ۱۸ روز جنگ، بلژیک در ۲۸ ماه مه تسلیم شد. در طول جنگ بین ۶۰۰٬۰۰۰ تا ۶۵۰٬۰۰۰ مرد بلژیکی (نزدیک به ۲۰ درصد کل جمعیت مردان بلژیک) در جبهه‌ها جنگیدند.

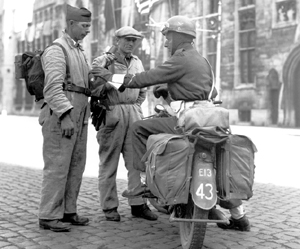
نیروهای مقاومت بلژیکی و یک سرباز کانادایی در بروخه سپتامبر ۱۹۴۴

با وجود تصرف سریع این کشور، تعداد زیادی از بلژیکی‌ها توانستند به بریتانیا بگریزند. در آن جا متفقین برای آنان یک دولت و ارتش در تبعید تشکیل دادند. بسیاری از بلژیکی‌ها نیز در کشورشان ماندند و با آلمانی‌ها درگیر شدند.
اولین جرقه‌های مقاومت توسط سربازان سابق و سربازان آزاد شده از زندان‌های آلمان زده شد. گسترش مقاومت در ابتدا بسیار کند بود؛ زیرا پیروزی مقتدرانه آلمان مردم را حیرت‌زده کرده بود.
شکست آلمان در حمله به بریتانیا، سیاست‌های سخت‌گیرانهٔ آلمان در بلژیک، خدمت اجباری سربازی برای شهروندان بلژیکی، برنامه‌های کار اجباری، آزار و اذیت یهودیان و زمینه‌های لیبرال و کاتولیک، سبب گرایش مردم به مقاومت شد.
بعد از عملیات بارباروسا طی حمله آلمان به روسیه در ژوئن ۱۹۴۱، حزب کمونیست بلژیک به‌طور دسته جمعی به مقاومت بلژیک پیوستند. آنان با تشکیل گروه‌های جداگانه‌ای خواستار «مقاومت ملی» علیه حکومت نازی‌ها شدند.
بلژیک در جنگ جهانی اول نیز ۴ سال توسط آلمان اشغال شده بود و مقاومت‌های صورت گرفته در آن زمان الهام بخش گروه‌های مقاومت بلژیکی بود.
بیشتر مقاومت توسط فرانسوی‌زبان‌های بلژیک انجام می‌گرفت، هرچند فلاندری‌ها نیز نقش به سزایی در این حرکت داشتند. حدود ۷۰ درصد روزنامه‌های زیرزمینی فرانسوی بودند و حدود ۶۰ درصد زندانیان بلژیکی نیز فرانسوی زبان بودند.
مقاومت در برابر اشغال آلمان از تمام سطوح و مناطق بلژیک، اما بسیار پراکنده و موضعی بود. برخی گروه‌ها مانند پارتیزان‌های کمونیست بسیار چپ گرا بودند. برخی گروه‌ها مثل سلطنت‌طلب‌ها و فاشیست‌ها راست‌گرا بودند و برخی مانند گروه G گرایش سیاسی آشکاری نداشتند.
مقاومت در برابر اشغال‌گران غالباً توسط کمک‌های هوایی متفقین صورت می‌گرفت. آنان خط دفاعی را با نام ستاره دریایی ساختند که متشکل از خانه‌هایی امن در سراسر بلژیک بود که سربازان متفقین با لباس غیرنظامی در آن جا رفت‌وآمد می‌کردند و به حمایت از نیروهای پارتیزان می‌پرداختند.
با این وجود، شهروندان بلژیکی معمولاً قربانی درگیری‌های آلمانی‌ها و شبه نظامیان طرفدارشان با نیروهای مقاومت بلژیک بودند. در اوت ۱۹۴۴، ۲۰ غیرنظامی توسط شبه نظامیان رکسیست وابسته به آلمان در پاسخ به حمله‌ای به یکی از سیاستمدارانشان در کورسل کشته شدند.

## دولت و ارتش بلژیک در تبعید

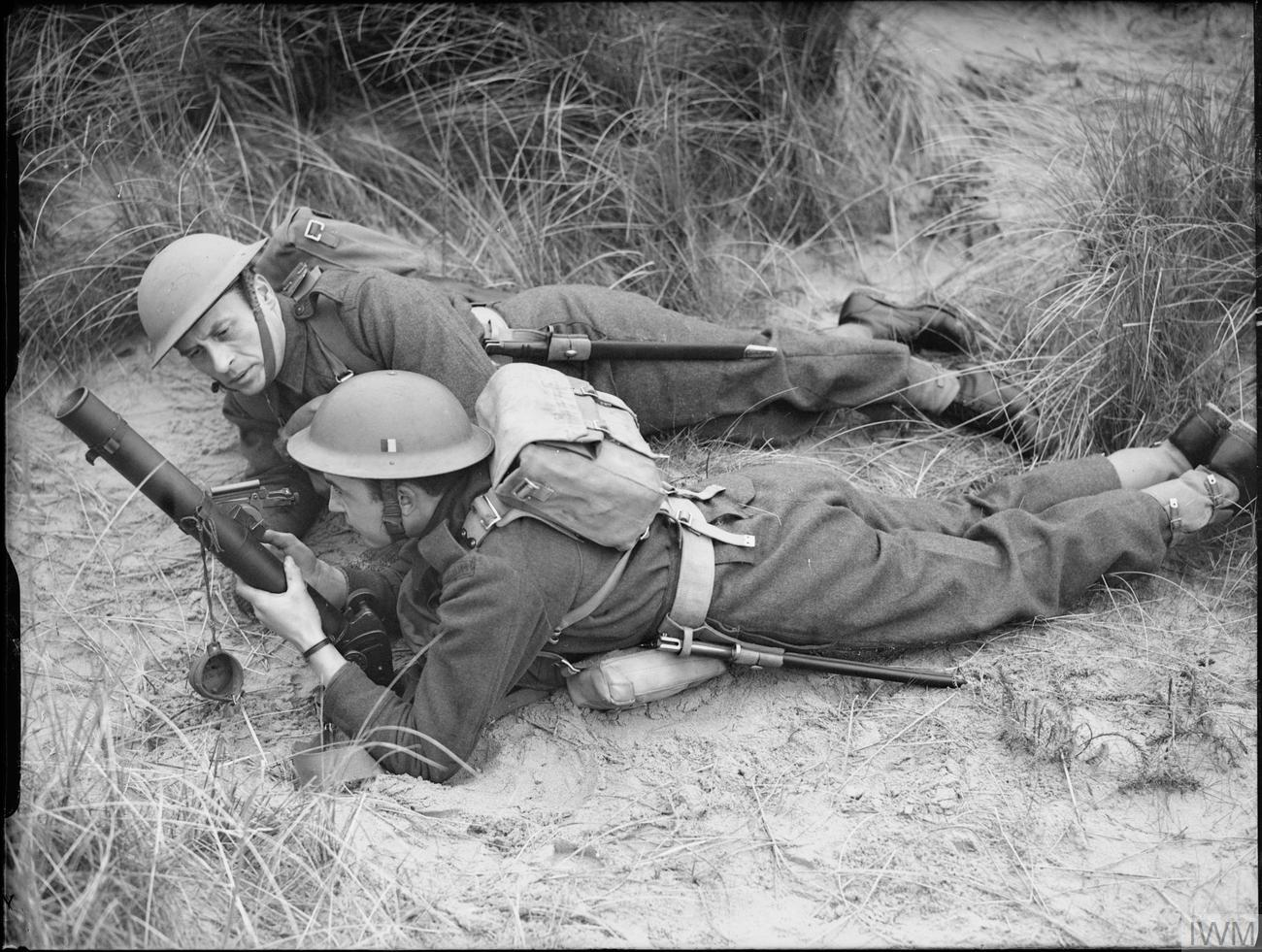
دو سرباز بلژیکی درحال تمرین کار با خمپاره در ولز

پس از شکست بلژیک، تعداد قابل توجهی از سربازان و غیرنظامیان بلژیکی به انگلستان فرار کردند و در آن جا به کمک مهاجرانی که از قبل از بلژیک آمده بودند، دولت در تبعید را تشکیل دادند. این دولت موقت تحت نظارت پیرلو از وزرای کاتولیک، سوسیالیست و احزاب لیبرال تشکیل شده بود و همراه با دولت‌های در تبعید سایر کشورهای اشغال‌شده (از جمله هلند و لوکزامبورگ) تا پایان جنگ و آزادسازی بلژیک در انگلیس باقی ماند. دولت در تبعید ادعا کرد که قدرت و اختیارات لازم برای نمایندگی کل بلژیک را دارد. وزیر امور خارجه دولت در تبعید، پل هنری اسپاک در اظهار نظری گفت که «تمام آنچه که از بلژیک قانونی و آزاد مانده‌است، اینجا در لندن است.»
در یک برنامه رادیویی در رادیو فرانسه، پیرلو خواستار ایجاد ارتش در تبعید برای مبارزه شد:
با همان شجاعتی که جوانانمان در پاسخ به ندای دولت داشتند، اتحاد دوباره عناصر نظامی در بریتانیای کبیر و فرانسه، ارتش جدید ایجاد و سازماندهی خواهد شد. این ارتش در کنار متحدان ما خواهد جنگید ... تمام نیروهایمان در خدمت آرمان‌هایمان قرار خواهند گرفت ... این مهم است که مطمئن شویم که قدرت‌هایی که ما را پشتیبانی می‌کنند، همچنان به حمایتشان ادامه می‌دهند ...— پریلوت، سخنرانی در رادیو فرانسه، ۲۸ مه ۱۹۴۰
در سال ۱۹۴۴، حدود ۴٬۵۰۰ نیروی ارتش آزاد بلژیک در انگلستان حضور داشتند. سربازان پیشین تیپ یکم پیاده ارتش بلژیک تحت فرماندهی ژان باپتیست پیرون درآمدند و پس از آن معمولاً به عنوان تیپ پیرون شناخته می‌شدند. تیپ پیرون در نبردهای نرماندی، فرانسه و هلند شرکت داشتند.
برخی از بلژیکی‌ها هم به خدمت نیروهای ویژه ارتش بریتانیا درآمدند و در عملیات‌های مختلفی از جمله نبرد ایتالیا شرکت داشتند.
سرویس هوایی ویژه پنجم بریتانیا کاملاً از نیروهای بلژیکی تشکیل شده بود و اولین گروه از متفقین بود که در سپتامبر ۱۹۴۴ به بلژیک وارد شدند.
۴۰۰ خلبان بلژیکی در نیروی هوایی سلطنتی بریتانیا خدمت می‌کردند. ۲ اسکادران ۲۴۹ و ۳۵۰ ارتش در تبعید بلژیک در جبهه‌های اروپا وارد جنگ شدند. اسکادران ۳۵۰ ادعا کرد که از شکل‌گیری تا پایان جنگ، ۵۱ سرباز دشمن را کشته است. در مجموع ۱٬۲۰۰ بلژیکی در نیروی هوایی سلطنتی بریتانیا خدمت کردند که بیشترشان در خدمت اسکادران‌های بریتانیا یا ارتش آزاد هلند بودند.

۲ ناوچه سبک و کشتی مین‌روب در نبرد آتلانتیک توسط بلژیکی‌ها هدایت می‌شدند. تا سال ۱۹۴۳، ۳۵۰ بلژیکی به عنوان ملوان در نبردها شرکت حضور داشتند.

## کنگو بلژیک

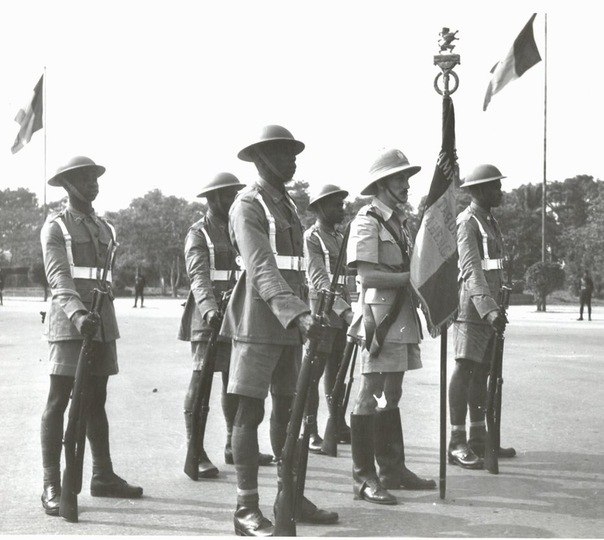
افسر بلژیکی و سربازان کنگویی در اواخر سال ۱۹۴۰

با وجود اشغال بلژیک، کنگو که مستعمره بلژیک بود به دولت در تبعید بلژیک وفادار ماند و خود را در اختیار متفقین قرار داد و سهم قابل توجهی را در اقدامات متفقین ادا کرد.
سربازان کنگویی در درگیری‌های شرق آفریقا شرکت داشتند و نقش مهمی در بیرون راندن قوای ایتالیا از آفریقای شرقی ایتالیایی ایفا کردند که البته ۵۰۰ نفر تلفات هم متحمل شدند. حدود ۱۳٬۰۰۰ سرباز کنگویی در ارتش بریتانیا در نیجریه خدمت کردند. دسته‌هایی از سربازان کنگو نیز در خاورمیانه و برمه خدمت کردند. در کل ۴۰٬۰۰۰ سرباز کنگویی در جنگ شرکت داشتند. اما تبعیض نژادی آشکاری نیز وجود داشت، چون سیاه پوستان نمی‌توانستند افسران جنگی شوند و همواره توسط سفید پوستان فرماندهی می‌شدند.
در سال‌های ۱۹۴۱ تا ۱۹۴۴، دو اعتصاب بزرگ در شهرهای سراسر کنگو در اعتراض به سختگیری مقامات استعماری و فشار زیاد کار بر روی کارگران صورت گرفت. این اعتصاب‌ها توسط نظامیان به طرز خشونت‌باری سرکوب شدند.
کنگو یک دارایی اقتصادی ارزشمند برای متفقین بود. کنگو ۲۸٫۵ میلیون دلار به متفقین کمک کرد. صادرات کنگو عمدتاً لاستیک، اورانیوم و مواد اولیه بودند و نقش به سزایی در تأمین مالی جبهه متفقین داشتند. بیشتر اورانیوم کنگو توسط یک شرکت بلژیکی در کاتانگا به آمریکا داده شد. آمریکا از این اورانیوم‌ها در پروژه منهتن (که شامل ساخت سلاح هسته‌ای برای بمباران اتمی هیروشیما و ناگازاکی بود) استفاده کرد.

## آزادسازی

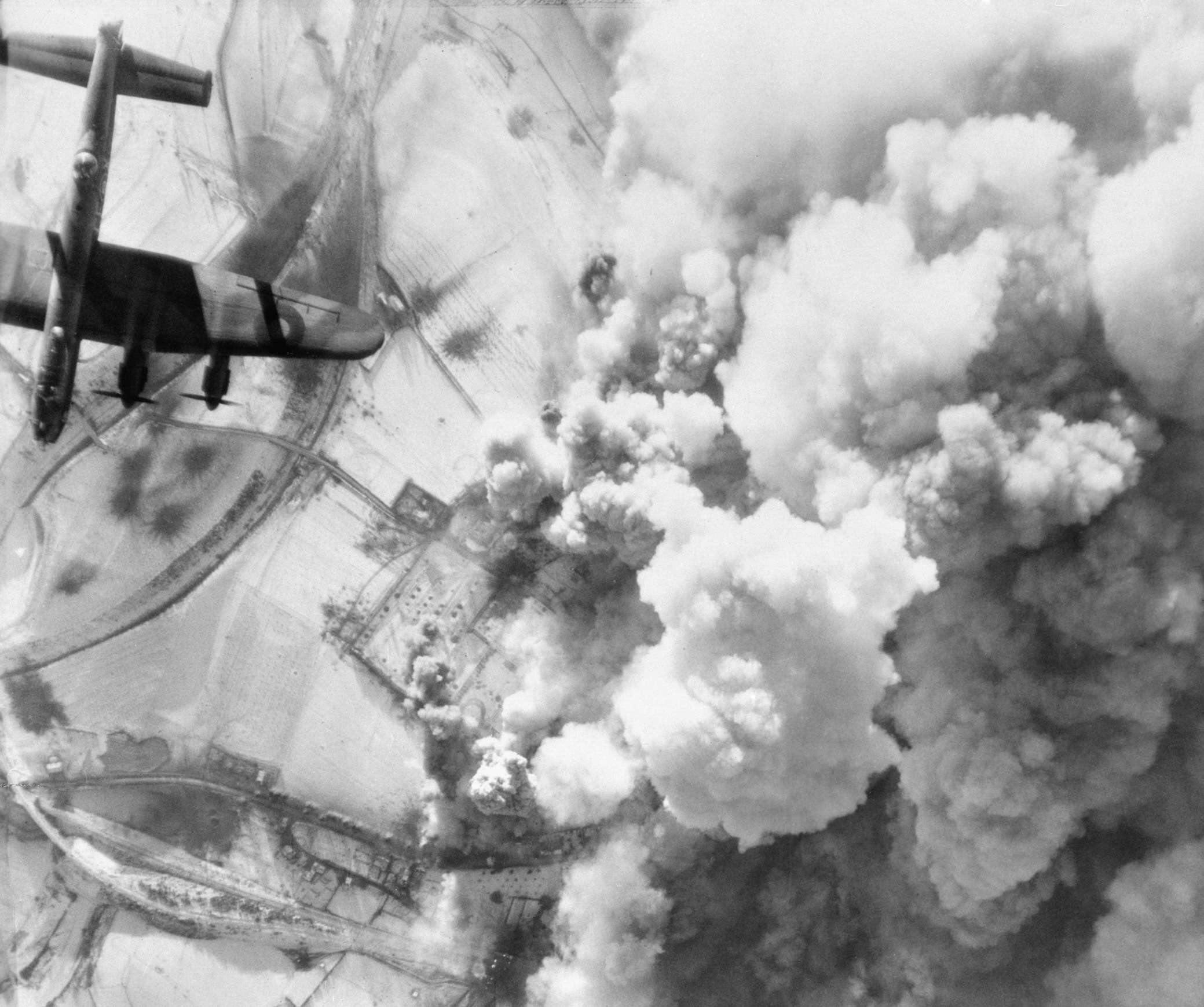
بمب افکن آورو لانکاستر نیروی هوایی سلطنتی بریتانیا در حال بمباران شهر سن ویت در منطقه آردنس

بلژیک در اواخر سال ۱۹۴۴ توسط نیروهای متفقین از بریتانیا، کانادا و ایالات متحده و تیپ پیرون آزاد شد. بروکسل در ۳ سپتامبر ۱۹۴۴ آزاد شد. بلافاصله پس از آزادسازی بلژیک، مردم بروکسل مراسم تشییع جنازه نمادینی برای هیتلر برگزار کردند.
بندر آنتورپ یک هدف استراتژیک برای متفقین بود. زیرا خطوط تدارکاتی متفقین نیاز به یک بندر در آب‌های عمیق و نزدیک به خطوط مقدم جبهه داشتند. ارتش دوم بریتانیا شهر آنتورپ را به کمک نیروهای مقاومت محلی در ۶ سپتامبر آزاد کرد. با وجود آزادسازی شهر، بندر آنتورپ همچنان در اختیار نیروهای آلمانی بود و آنان به خوبی حملات متفقین را دفع می‌کردند. سرانجام در ماه نوامبر بریتانیایی‌ها توانستند رود شلده را آزاد کرده و از این طریق بر آلمانی‌ها پیروز شوند و کنترل بندر را به دست گیرند.
پس از چندماه آرامش نسبی، آلمانی‌ها در ۱۶ دسامبر ۱۹۴۴ با نیم میلیون سرباز به آردنن حمله کردند. هدف اصلی آلمانی‌ها تصرف دوبارهٔ بندر آنتورپ بود؛ ولی پیشروی آنان تا رود موز در نزدیکی دینان متوقف شد و این نیروها توسط قوای آمریکایی، انگلیسی و بلژیکی پس از یک دوره نبرد ۶ هفته‌ای در آب و هوای سرد منطقه، عقب رانده شدند. در طول آزادسازی، خسارت‌های زیادی به شهرها و مردم بلژیک وارد شد. خانه‌های بسیاری ویران شدند و برخی غیرنظامیان بلژیکی در تیراندازی سربازان آلمانی کشته شدند. حدود ۹۰ درصد از شهر لروش آن اردن در طول جنگ ویران شد. در ۴ فوریه ۱۹۴۵ آزادی بلژیک از اشغال آلمان اعلام شد.
تا ۶ ماه پس از آزادی بلژیک، شهرهای بلژیک توسط موشک‌های بالستیک آلمانی هدف قرار می‌گرفتند. در مجموع ۲٬۳۴۲ موشک فقط در شعاع ۱۰ مایلی آنتورپ فرود آمدند. بر اساس گزارشی از متفقین، موشک‌های آلمانی باعث کشته شدن ۵٬۰۰۰ نفر و زخمی شدن ۲۱٬۰۰۰ نفر (اغلب در شهرهای آنتورپ و لیژ) شدند.
در دوران پس از آزادی، تلاش برای تعقیب و دستگیری بلژیکی‌هایی که با آلمانی‌ها همکاری کردند، آغاز شد. ۴۰۰٬۰۰۰ بلژیکی به ظن همکاری با آلمان دستگیر شدند، ۵۶٬۰۰۰ نفر از آنان محاکمه شدند و نزدیک به ۲۵۰ نفر از آنان اعدام شدند.

## تبعات جنگ
حدود ۸۸٬۰۰۰ بلژیکی (یعنی چیزی معادل ۱٫۰۵ درصد جمعیت این کشور پیش از جنگ) در جنگ جهانی دوم کشته شدند و ۸ درصد از تولید ناخالص ملی بلژیک نیز پس از اشغال این کشور نابود شد.
بحران سیاسی برای بازگشت لئوپولد سوم در بلژیک ایجاد شد. کاتولیک‌ها به ویژه فلاندرها از بازگشت وی حمایت می‌کردند؛ اما سوسیالیست‌ها در والونی و بروکسل به شدت با بازگشت او مخالف بودند. پس از یک اعتصاب عمومی و یک همه پرسی غیر قطعی، شاه در سال ۱۹۵۰ به نفع پسرش بودوئن استعفا کرد.

## پس از جنگ

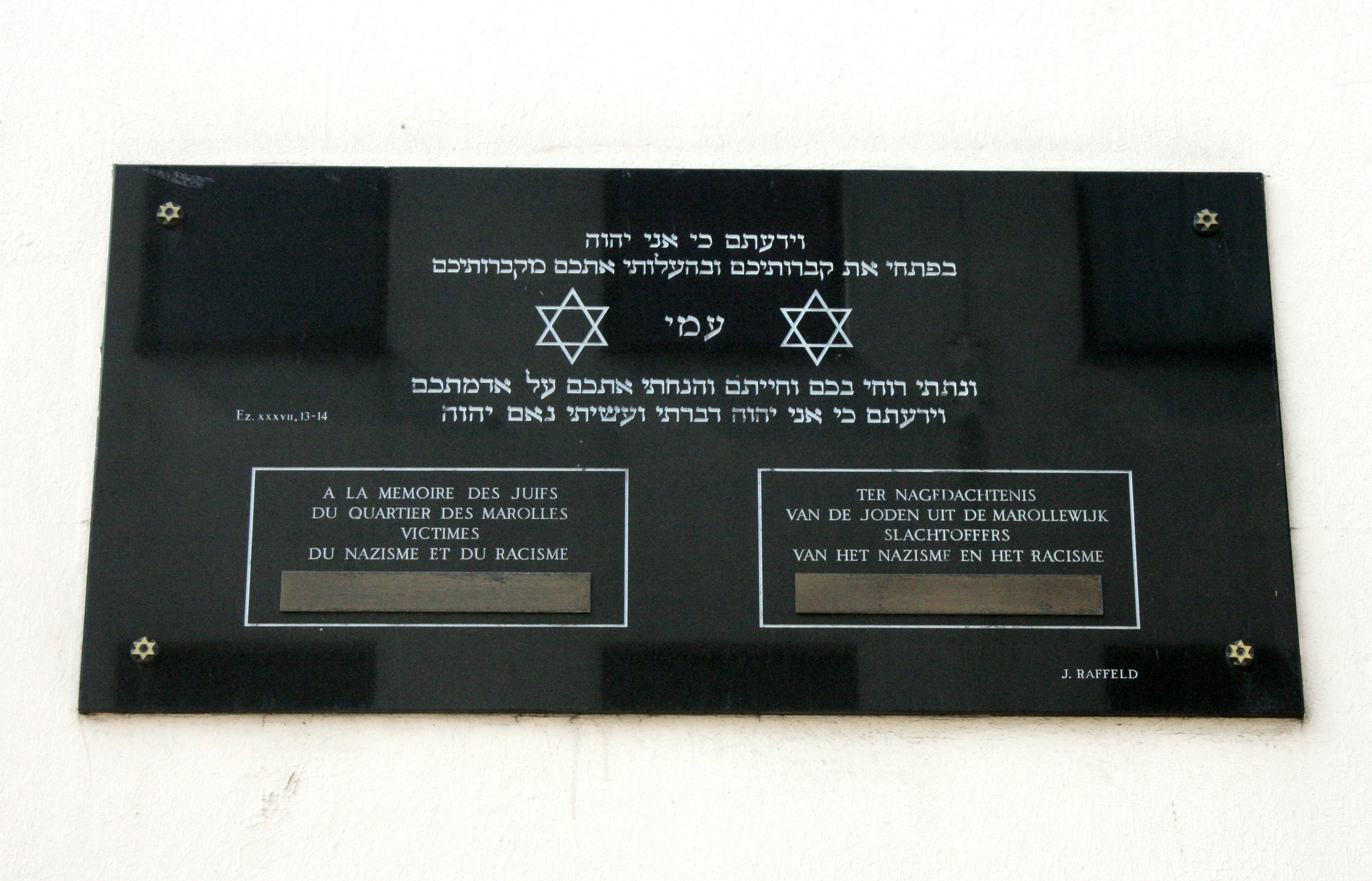
لوح یادبود قربانیان بلژیکی هولوکاست در بروکسل

در دهه‌های پس از جنگ، یادمان‌های زیادی از سربازان بلژیکی کشته‌شده در جنگ ساخته شد. بناهای یادبود و خیابان‌های متعددی به نام فرماندهان و سیاست‌مداران متفقین از جمله فرانکلین روزولت و برنارد مونت‌گومری نام‌گذاری شدند.
گورستان‌ها و یادبودهای زیادی نیز از سربازان بریتانیایی و آمریکایی در بلژیک و به خصوص منطقه آردنس وجود دارند که نشانگر میراث جنگ هستند. سربازان زیادی از سایر کشورها نیز در این کشور جنگیده‌اند و انجمن سربازان سابق در بلژیک وجود دارد که با نام "Fraternelle" یا "Amicale" شناخته می‌شود. سربازان قدیمی جنگ از سایر کشورها برای بازدید به بلژیک و خصوصاً شهر باستون می‌آیند. همچنین موزه‌های جنگ متعددی از جمله موزهٔ سلطنتی ارتش و تاریخ نظامی بروکسل در بلژیک وجود دارند که با هدف اطلاع‌رسانی در خصوص جنگ جهانی دوم ایجاد شده‌اند.
یادواره هولوکاست در بلژیک با بناهای تاریخی و موزه‌ها گرامی داشته می‌شود. زندان پادگان بریندونک از سال ۱۹۴۷ به عنوان یک موزه بازگشایی شده‌است و فعالیت می‌کند. از آنجا که قانون ممنوعیت هولوکاست در سال ۱۹۹۵ به تصویب رسید، انکار هولوکاست عمل غیرقانونی شناخته می‌شود.
پس از تجربه جنگ جهانی دوم، بلژیک سیاست بی‌طرفی را کنار گذاشت. در سال ۱۹۴۹ به پیمان آتلانتیک شمالی شمالی پیوست و در سال ۱۹۵۰ نیروهایی را برای کمک به سازمان ملل به جنگ کره فرستاد. سربازان بلژیکی از زمان پایان جنگ تا سال ۲۰۰۲ که مهلت خروج نهایی آنان بود، در خاک آلمان باقی ماندند.
پس از جنگ، بلژیک از جمله کشورهای مؤسس سازمان زغال سنگ و فولاد اروپا بود. از سال ۱۹۴۴ تا سال ۱۹۶۰ بلژیک پیشرفت سریع اقتصادی را تجربه کرد که از آن به عنوان معجزهٔ بلژیک یاد می‌شود. این پیشرفت تا حدی مرهون طرح مارشال بود.